# باك وايت
باك وايت (بالإنجليزية: Buck White)‏ هو لاعب غولف أمريكي، ولد في 7 فبراير 1911 في ممفيس في الولايات المتحدة، وتوفي في 23 يناير 1982.